# Caledonia (Illinois)
Caledonia – wioska w USA, w stanie Illinois, w hrabstwie Boone. Według spisu z 2000 wioskę zamieszkuje 199 osób. W 2023 liczba mieszkańców spadła do 180 osób, a gęstość zaludnienia poniżej 129 osób/km².

## Geografia
Wioska zajmuje powierzchnię 1,4 km², całość stanowi ląd.

## Demografia
Według spisu z 2000 roku wioskę zamieszkuje 199 osób skupionych w 71 gospodarstwach domowych, tworzących 54 rodzin. Gęstość zaludnienia wynosi 145 osoby/km². W wiosce znajdują się 75 budynki mieszkalne, a ich gęstość występowania wynosi 54,6 mieszkania/km². Wioskę zamieszkuje 100% ludności białej.
W wiosce jest 71 gospodarstw domowych, w których 45,1% stanowią dzieci poniżej 18 roku życia żyjących z rodzicami, 67,6% stanowią małżeństwa, 8,5% stanowią kobiety nie posiadające męża oraz 23,9% stanowią osoby samotne. 18,3% wszystkich gospodarstw domowych składa się z jednej osoby oraz 11,3% żyjących samotnie ma powyżej 65 roku życia. Średnia wielkość gospodarstwa domowego wynosi 2,8 osoby, natomiast rodziny 3,2 osoby. 
Przedział wiekowy kształtuje się następująco: 30,2% stanowią osoby poniżej 18 roku życia, 9% stanowią osoby pomiędzy 18 a 24 rokiem życia, 32,7% stanowią osoby pomiędzy 25 a 44 rokiem życia, 17,1% stanowią osoby pomiędzy 45 a 64 rokiem życia oraz 11,1% stanowią osoby powyżej 65 roku życia.   Średni wiek wynosi 34 lat. Na każde 100 kobiet przypada 103,1 mężczyzn. Na każde 100 kobiet powyżej 18 roku życia przypada 98,6 mężczyzn.
Średni dochód dla gospodarstwa domowego wynosi 51 250 dolarów, a dla rodziny wynosi 52 500 dolarów. Dochody mężczyzn wynoszą średnio 40 417 dolarów, a kobiet 28 571 dolarów. Średni dochód na osobę w mieście wynosi 19 134 dolarów. Około 0% rodzin i 2,3% populacji miasta żyje poniżej minimum socjalnego, z czego 0% jest poniżej 18 roku życia i 0% powyżej 65 roku życia.